# Danta
|  | Aquest article tracta sobre el principat. Vegeu-ne altres significats a «Danta (thikana)». |

Danta fou un principat de l'Índia Britànica. El 1901 apareix inclòs a l'agència de Mahi Kantha, però el 1947 depenia de l'agència de la Rajputana. El 1877 fou declarat estat de segona classe dins l'agència. La salutació del sobirà (maharana) era de 9 canonades.
Limitava al nord amb Sirohi, a l'est i sud amb Mahi Kantha; i a l'oest amb Palanpur. La població era d'uns 18000 habitants al final del segle XIX i la superfície de 899 km².
El maharana Bhawant Singh va pujar al tron el 20 de novembre de 1925 i va abdicar el 1948. L'estat va passar a formar part de l'estat de Bombai dins la Unió Índia, el novembre del 1948.

## Escut i bandera

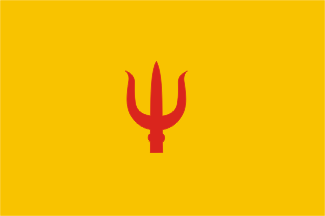
Bandera d'estat de Danta

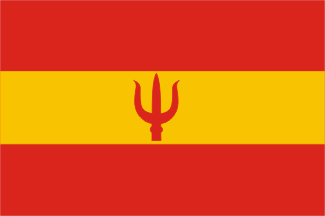
Estendard personal del maharana de Danta

L'escut estava format per un trisul (trident) vermell aguantat per dos tigres naturals; al damunt del trident mig sol en esplendor irradiant damunt d'una barra de plata i sobre el sol la inscripció en semicercle "Danta State" en blau i lletres angleses majúscules; a la part inferior una cinta de plata aguantada per elements daurats, amb una inscripció en lletres sànscrites que diu "Sarna Gat Sadhar" ("l'Estat està posat sota la protecció del sol"). Lucien Philippe explica el seu origen segons una comunicació de l'assistent del governador de Bombai a Karl Fachinger: el trident simbolitzat al clan sarmar de la línia del foc (el trident era el símbol de Siva, protector de la dinastia); Philippe tradueix el lema lleugerament diferent. Imatge de l'escut a l'Arxiu d'Internet.
La bandera de l'estat era rectangular (2:3) groga amb el trident vermell al centre.
L'estendard personal del maharajà era un drap rectangular de tres franges iguales, vermell, groc i vermell. amb el trident vermell a la franja central.
L'estendard reial era tanmateix rectangular groc amb l'escut complet al centre

## Governants
- Prithvisinhji Gajsinhji 1687-1743
- Karasinhji 1743-?
- Ratansinhji Karasinhji ?
- Abhasinhji Karasinhji ?-1795
- Mansinhji Abhaisinhji 1791-1800
- Jagatsinghji Abhaisinhji 1800-1823
- Narsinhji Abhaisinhji 1823-1847
- Jalamsinhji Narsinhji 1847-1859
- Sardarsinhji Jalamsinhji 1859-1860
- Harisinhji Narshinhji 1860-1876
- Jashwantsinhji Harisinhji 1876-1908
- Hamirsinhji Jashwantsinhji 1908-1925
- Bhawantsinhji Hamirsinhji 1925-1948
- Prithvirajsinhji 1948-1949 (+1989)